# 魏植
魏 植（ぎ しょく、生没年不詳）は、西晋末から五胡十六国時代の人物。

## 生涯
西晋に仕え、頓丘郡太守に任じられていた。
307年12月、頓丘に避難してきた流民に迫られ、西晋に反旗を翻した。兵を集めるとその規模は5･6万にも及び、それらを従えて兗州を攻撃し、大いに略奪して回った。
都督青州諸軍事苟晞は無塩に駐屯し、魏植を攻撃した。魏植はこれに敗れ、その勢力は散亡した。それ以降の生死は不明である。